# 薩維爾·薩克斯
薩維爾·薩克斯（英語：Saville Sax，1924年7月26日—1980年9月25日）是哈佛學院的學生，與西奧多·霍爾（Theodore Hall）為室友。他招募霍爾為蘇聯從事間諜活動，並擔任信使，將原子機密從洛斯阿拉莫斯轉交給蘇聯。

## 外部連結
- 《間諜家族》 — 博里亞·薩克斯（Boria Sax）撰寫，為布魯瑪·薩克斯（Bluma Sax）之孫，WGBH